# Třenice
Třenice je vesnice, část městyse Cerhovice v okrese Beroun ve Středočeském kraji. Nachází se asi 0,7 kilometru severozápadně od Cerhovic na úpatí Třenické hory.

## Historie
První písemná zmínka o vesnici pochází z roku 1364.

## Obyvatelstvo
| Rok            | 1869 | 1880 | 1890 | 1900 | 1910 | 1921 | 1930 | 1950 | 1961 | 1970 | 1980 | 1991 | 2001 | 2011 | 2021 |
| -------------- | ---- | ---- | ---- | ---- | ---- | ---- | ---- | ---- | ---- | ---- | ---- | ---- | ---- | ---- | ---- |
| Počet obyvatel | 246  | 253  | 208  | 213  | 247  | 205  | 235  | 229  | 205  | 221  | 200  | 202  | 205  | 235  | 256  |
| Počet domů     | 30   | 34   | 34   | 36   | 36   | 36   | 47   | 57   | 56   | 61   | 60   | 73   | 74   | 86   | 97   |

## Obecní správa
Při sčítání lidu v letech 1850–1979 byla Třenice samostatnou obcí, nejprve v okrese Hořovice, od roku 1960 v okrese Beroun. Od 1. ledna 1980 je částí městyse Cerhovice v okrese Beroun.

## Pamětihodnosti
- Kaplička Panny Marie
- Tvrz Třenice